# Acalolepta longipennis
Acalolepta longipennis là một loài bọ cánh cứng trong họ Cerambycidae.